# 玛格丽特·斯特赖德
玛格丽特·斯特赖德（英語：Margaret Stride，1954年12月21日—），加拿大女子田径运动员。她曾代表加拿大参加1975年泛美运动会田径比赛，获得一枚金牌。她也参加了1976年夏季奥运会。